# Amira Virgil
Amira Virgil, connue sous le pseudonyme Xmiramira, née en 1994 aux États-Unis, est une gameuse, streameuse et consultante en streaming, créatrice du forum The Black Simmer.

## Biographie et parcours
Amira Virgil, née en 1993, est originaire de Brooklyn, N.Y., aux États-Unis. C'est une gameuse, streameuse et consultante en streaming indépendante, connue sous le pseudo Xmiramira, créatrice de contenus spécifiques destinés à la série de jeux Les Sims.
Enfant, son père insiste pour qu'elle ne joue qu'avec des poupées noires, afin qu'elle se rappelle constamment qu'elle est belle, qu'elle a de la valeur qu'elle est capable d'entreprendre tout ce qu'elle veut. Vers quatre ans, elle découvre l'univers des jeux sur console, avec The Urbz et Les Sims: Bustin 'Out. À douze ans, ses parents lui offrent un ordinateur pour qu'elle puisse jouer aux Sims 2. En 2007, elle passe aux Sims 3 puis, univers virtuel dans lequel elle échoue à créer un personnage qui lui ressemble, ce qu'elle trouve très frustrant. Le jeu n’a pas été créé en pensant à elle : une jeune femme noire, avec un corps et des cheveux qui lui correspondent, un seul ton de peau noire et deux coiffures destinées aux personnes de couleur sont proposés. De plus, comme le mentionne le site spécialisé IGN Nordic, dans ce jeu, une maison aux murs tapissés d'affiches de Rihanna ou de toiles de Basquiat n'est pas envisageable.
C'est avec la version du jeu de base des Sims 4  qui inclut, une nouvelle fois, un nombre très limité de tons de peaux foncées, qu'Amira Virgil commence à créer elle-même du contenu personnalisé. Déplorant le fait que, si le jeu permet la création de personnages vampires et gothiques, il y est par contre impossible d'y choisir une carnation adaptée aux peaux foncées. Elle développe alors elle-même un pack d'extension nommé The Melanin Pack, dans lequel elle propose des dizaines de possibilités de choix de tons de peau et de maquillages, qui permettent aux utilisatrices et utilisateurs concernés de créer des personnages qui leur ressemblent et auxquels il est possible de s'identifier. Pour Amira Virgil, ce jeu doit être une plate-forme qui permet aux personnes noires, en particulier aux femmes, d'assurer le contrôle de leur propre culture.
En 2018, le Gamers' Choice Awards 2018, organisé par la chaine de médias CBS, la nomme dans la catégorie « Joueuse/streameuse préférée des fans ».
Forte de sa célébrité pour ses vidéos, ses livestreams et ses packs d'extension, elle propose de multiples expériences de jeu sur toutes les plates-formes. Partenaire du site de streaming Twitch, elle gère une large communauté à travers son forum, des groupes sur les différents réseaux sociaux, un serveur et une chaine vidéo. Elle collabore avec des membres du collectif Black Girls Gamers, telles que Jeannail Carter, CupAhNoodle et Storymodebae.

### Manque de représentativité et d'inclusivité dans le domaine de la conception des jeux vidéo
En plus de dénoncer la charge raciale qui pèse sur les joueuses et les joueurs, Amira Virgil interroge la question du manque de diversité au sein des équipes de concepteurs de jeux vidéo. Ses actions mettent en lumière le manque criant de représentativité dans ce milieu, ce qui est confirmé par le sondage de l'International Game Developers Association, qui a révélé que plus de 81 % des concepteurs s'identifient comme Blancs. À ceci s'ajoute qu'une étude de 2014, réalisée en Grande-Bretagne, révèle qu'alors que 52 % de l'audience de jeu est composée d'un public féminin, 12 % des concepteurs de jeux et 3 % des programmeurs sont des femmes.

## ForumThe Black Simmer
Dans un article qui lui est consacré, Amira Virgil se souvient d’un message posté sur le forum officiel de The Sims 4, dans lequel la personne demandait s'il était possible de disposer de plus de types de cheveux afro-américains, tels que des locks, des tresses ou des coiffures afros. Quelqu'un répondait que ça ne l’intéressait pas d’avoir ce type de contenu dans le jeu et qu'elle n'avait qu'à jouer à un autre jeu. De plus, trop souvent, dans leurs commentaires, certaines personnes malintentionnées modifient leur nom d'utilisateur et émettent des propos racistes à son encontre, ainsi que des insultes.
En 2017, elle crée le forum The Black Simmer, sur lequel les joueuses et les joueurs de couleur peuvent discuter et partager du contenu personnalisé, créé par la communauté, dans le but de « diversifier le jeu et le rendre plus inclusif ». Les membres de ce forum créent des coiffures et des vêtements téléchargeables, destinés aux personnages Sims, basés sur des formes corporelles et comportementales qui, selon eux, représentent l'expérience noire. Le forum devient rapidement populaire. Quelques mois après sa création, il compte plus de 17 000 membres. En 2021, le nombre total de membres approche les 165 000 et les échanges comptent près de 140 000 messages.
En plus des packs proposés par Amira Virgil, le forum propose aussi du contenu permettant d’habiller les Sims avec des vêtements adaptés à différents types de corps, des coiffures afro-américaines et différents objets, adaptés au narratif des personnes concernées. À la fin de l'année 2020, ses packs ont été téléchargés plus d'un million de fois, ce qui la pousse à continuer à créer de nouveaux packs, de vêtements, cheveux.

Pour Amira, le forum se doit d'être inclusif.
« C’est important de dire que The Black Simmer est ouvert à tous. Je suis toujours heureuse de voir des joueurs blancs utiliser le contenu de notre communauté afin de mettre plus de diversité dans leur jeu ».
Ce manque de diversité qui est un problème, auquel les joueurs doivent remédier par eux-mêmes.

## Partenariat avec Electronic Arts
Au fur et à mesure de la diffusion des différentes versions du jeu, les concepteurs ajoutent lentement des tons de peau diversifiés, sous la forme de mises à jour gratuites, mais sans jamais tenir compte du Melanin Pack créé par Amira Virgil.
En 2018, des concepteurs la contactent enfin et ce n'est qu'en août 2020 qu'Electronic Arts, le développeur des Sims, écoute réellement les préoccupations émises par les membres du forum depuis des années. Le 8 décembre 2020, plus de 100 nouveaux tons de peau sont proposés par le jeu, qui publie une mise à jour de possibilités de choix des tons de peau, de maquillage et de coiffures, ce qui est salué par la presse spécialisée comme un grand pas vers l'inclusivité. À la suite de la sollicitation d'Electronic Arts, elle accepte de rejoindre le programme EA Game Changers, qui inclut directement les créateurs au moment du processus de développement du jeu. Michael Duke, le producteur principal des Sims 4, affirme qu'Amira Virgil conduit la société à repenser son approche des tons de peau et des coiffures.